# Pozsony–Komárom-vasútvonal
A Pozsony–Dunaszerdahely–Komárom-vasútvonal egy egyvágányú, északnyugat-délkelet irányú vasútvonal, amely a Duna mentén haladva köti össze Pozsonyt és Észak-Komáromot. A 131-es vasútvonal Szlovákia délnyugati részén, a Csallóközben halad. Csak rövid komáromi és pozsonyi szakaszain villamosított.
A vonalon 2012. március 4. óta a RegioJet járat közlekedett. 2023. december 10. óta a LEO Express szállítja az utasokat. Jelentős teherforgalom is zajlik a Metrans intermodális szállítmányozási vállalat jóvoltából. 

## Pálya

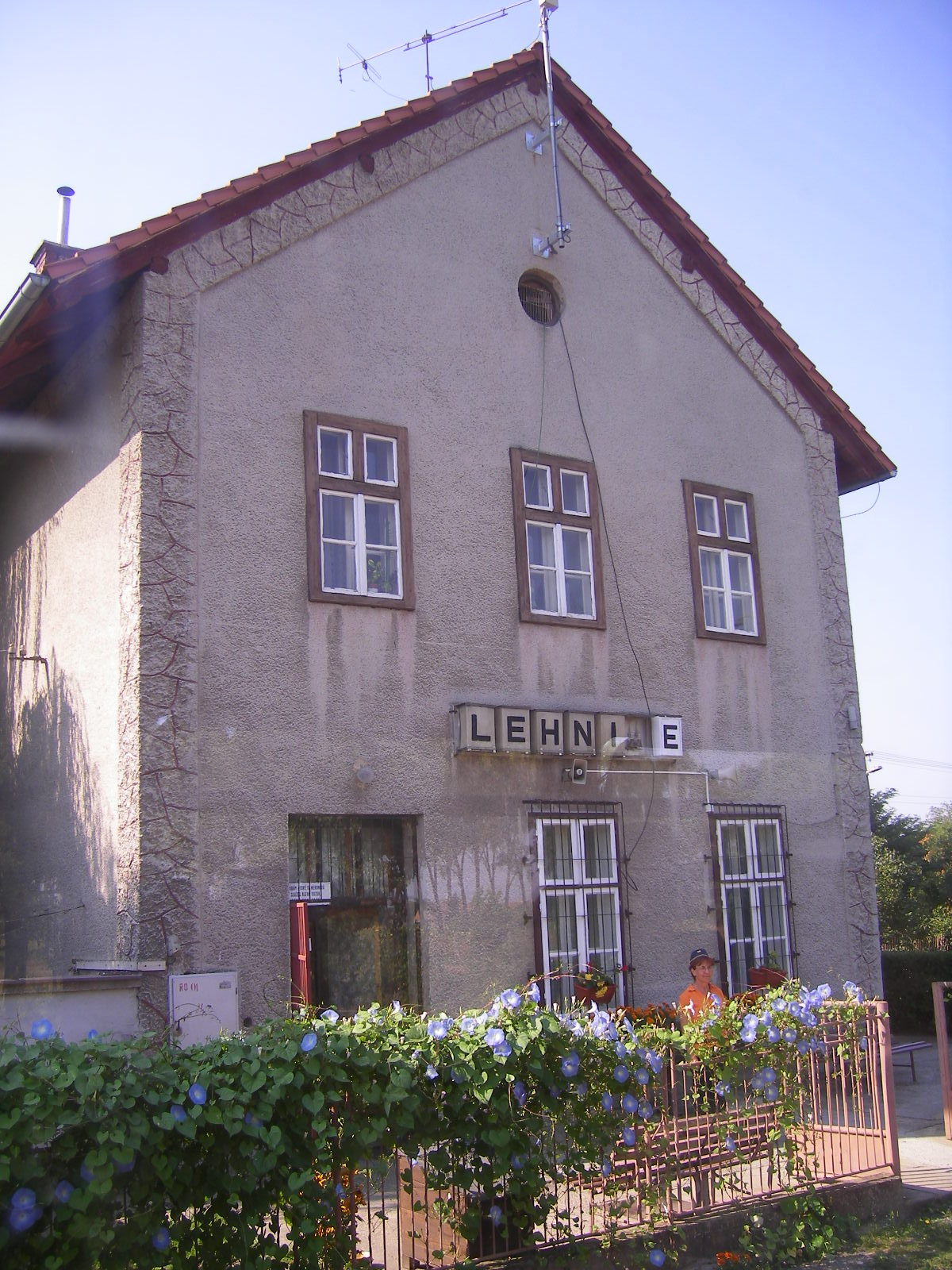
Lég vasútállomás

A maximális pályasebesség 80 km/óra. A vonal egyvágányú, Pozsony főpályaudvara és Dunaszerdahely állomás között csak a Pozsony-Újváros vasútállomás, Pozsonypüspöki vasútállomás, Misérd, Úszor, Lég, Diósförgepatony állomásokon üzemel kitérő. Emiatt rendszeresek a vonatkésések. Előkészületben van a Főrév megálló építése, melynek részeként újabb kitérőt hoznak létre Pozsony-Újváros vasútállomás és Pozsonypüspöki vasútállomás között.

## Forgalom

### Utasforgalom
A Pozsony–Komárom-vasútvonalat igénybe vevő utasok számát az alábbi táblázat tartalmazza.
| Év   | Utasszám       | Változás |
| ---- | -------------- | -------- |
| 2017 | kb. 2,7 millió |          |
| 2018 | 3,7 millió     | kb. +37% |

## Fordítás
- Ez a szócikk részben vagy egészben  a(z)   Železničná trať Bratislava – Komárno című szlovák Wikipédia-szócikk fordításán alapul.  Az eredeti cikk szerkesztőit annak laptörténete sorolja fel. Ez a jelzés csupán a megfogalmazás eredetét és a szerzői jogokat jelzi, nem szolgál a cikkben szereplő információk forrásmegjelöléseként.